# Hilfe, mich liebt eine Jungfrau
Hilfe, mich liebt eine Jungfrau ist eine deutsch-französische Erotikkomödie aus dem Jahre 1969 von Arthur Maria Rabenalt nach der Romanvorlage Die Liebestaten des Vicomte de Nantel von Claude-Prosper Jolyot de Crébillon.

## Handlung
Frankreich, Mitte des 18. Jahrhunderts: Armand César Graf von Nantel ist ein Schwerenöter und Schürzenjäger wie er im Buche steht. Kaum ein hübsches, junges Mädchen, das ihm gefällt, hat er bei seinem Reigen durch die Betten der Nation bislang ausgelassen. Doch sein Leben als Frauenbeglücker und Bonvivant hat seine Spuren hinterlassen, und zwar finanzieller Art. Er ist pleite, und damit seine ganze Familie. Seine Außenstände betragen stolze 80.000 Louisdor, und ein Haftbefehl ist auch schon auf ihn ausgestellt. Diesen möchte der persönlich angereiste, umtriebige Monsieur Dalfour, seines Zeichens der Besitzer von Armands Wechsel, unbedingt umgesetzt sehen, da der Schuldner bislang nicht im Traum daran gedacht hat, die Schulden auszugleichen. Doch der gräfliche Don Juan beliebt lieber seine amourösen Eskapaden fortzusetzen und hat mit einer seiner Gespielinnen sogar mitten auf dem Resonanzboden eines Flügels Sex. Um den Gläubigern zu entkommen, entschließt sich Armand zur Flucht auf das Landschloss seiner Großmutter.
Die alte Dame ist nicht mehr länger bereit, Armands lotterhaftem Treiben weiterhin zuzusehen und plant daher, eine für ihn höchst lukrative Ehe einzufädeln. Bei der Auserwählten handelt es sich um die hübsche und noch sehr junge Amélie, ihres Zeichens Bankierstochter und damit eine richtig gute Partie. Armand ist von dieser Idee zunächst alles andere als begeistert, zumal er auf dem Weg zur Großmutter ein junges, hübsches Mädchen in Begleitung einer ziemlich lüsternen Marquise, einer Art Anstandswauwau, kennengelernt hat. Die junge Frau gefällt ihm ausnehmend gut. Armand beginnt sogar, sich bei einem gemeinsamen Aufenthalt in einem Landgasthof in sie zu verlieben und alle anderen Frauen fortan links liegen zu lassen. Umso größer ist für ihn die Überraschung, als er die ausgesuchte Braut Amélie endlich kennenlernt: Sie ist die junge Frau, in die er sich verliebt hat. Nun hat auch er nichts mehr dagegen, „ja“ zur arrangierten Geldheirat zu sagen und gleich zwei Fliegen mit einer Klappe zu schlagen. Doch die Polizei ist nun auch auf ihren Fersen, und seitdem Amélie Armand mit anderen Frau beim Sex gesehen hat, ist sie voller Zweifel, ob er der Richtige sein könnte. Armand muss noch einiges unternehmen, um seiner Liebe die Aufrichtigkeit seines Willens zur Läuterung glaubhaft zu machen.

## Produktionsnotizen
Hilfe, mich liebt eine Jungfrau wurde 1969 gedreht, passierte am 29. Januar 1970 die FSK-Prüfung und wurde am 15. Mai 1970 uraufgeführt.
Walter Boos assistierte dem Regieveteranen Rabenalt, dessen drittletzter Kinofilm dies war. Peter Rothe schuf die Filmarchitektur. Mehrere gut gebaute Nachwuchskünstlerinnen wie die blonde Debütantin Elisabeth Felchner und ihre gleichfalls blonde französische Kollegin Véronique Vendell, Ehefrau des Jungfrau-Produzenten Wolf C. Hartwig, treten in mehreren Szenen völlig nackt vor die Kamera.

## Kritiken
„Ein als Kostümfilm verkleideter Klamauk, der Operettenkitsch, Mantel- und Degenstück, plumpe Verwechslungskomik und ein wenig aufgesetzte Erotik zu einem faden Aufguß zusammenbraut.“

„Ein harmloser französischer Kostümschwank wurde hier nur als Aufhänger für Entblößungen und zotenhafte Dialoge benutzt. Unnötig.“